# Steuerzerlegung
Die Steuerzerlegung ist eine Regelung im deutschen Steuerrecht zur Verteilung des Steueraufkommens von in mehreren Gebietskörperschaften ansässigen Unternehmen auf diese Gebietskörperschaften. 
Die Steuerzerlegung betrifft die Gewerbesteuer und die Körperschaftsteuer sowie die Lohnsteuer und den Zinsabschlag und ist gesetzlich für die Gewerbesteuer im Gewerbesteuergesetz sowie für die anderen Steuern im Zerlegungsgesetz geregelt. Die Körperschaftsteuer und die Lohnsteuer wird zwischen Ländern, die Gewerbesteuer zwischen Gemeinden, der Zinsabschlag zwischen Ländern und Gemeinden zerlegt.
Im Regelfall ist Maßstab für die Zerlegung das Verhältnis der nach verschiedenen Regelungen modifizierten Lohn- und Gehaltssumme, die von der Unternehmung in den einzelnen Gemeinden ausgezahlt wird. Da bei der Gewerbesteuer die jeweilige Gemeinde durch die Festlegung des Gewerbesteuer-Hebesatzes Einfluss auf die Steuersumme nimmt, hängt die Gesamtsumme der von einem Gewerbebetrieb zu zahlenden Gewerbesteuer von der Verteilung des Gewerbesteuermessbetrags auf die einzelnen Gemeinden ab, in denen der Gewerbebetrieb ansässig ist.